# The BBC Sessions (álbum de Belle and Sebastian)
The BBC Sessions es un álbum recopilatorio doble de grabaciones en vivo de la banda escocesa Belle and Sebastian.

## Grabación
El disco 1 (Radio Sessions) es una recopilación de grabaciones realizadas entre 1996 y 2001 en diferentes programas de la BBC Radio, conducidos por Mark Radcliffe, Steve Lamacq (Evening Sessions) y John Peel respectivamente. El disco 2 (Live in Belfast) es una grabación del concierto que la banda realizó en Belfast (Irlanda del Norte) el 21 de diciembre de 2001. Este álbum incluye versiones de temas ajenos como "Here Comes the Sun" de George Harrison para The Beatles, "I'm Waiting for the Man" de Lou Reed para The Velvet Underground y "The Boys Are Back in Town" de Phil Lynott para Thin Lizzy.

## Lista de canciones
Disco 1 – Radio Sessions:

| N.º | Título                                                                                        | Duración |  |
| 1.  | «The State I Am In» (Mark Radcliffe Session, julio de 1996)                                   | 4:42     |  |
| 2.  | «Like Dylan in the Movies» (Mark Radcliffe Session, julio de 1996)                            | 4:11     |  |
| 3.  | «Judy and the Dream of Horses» (Mark Radcliffe Session, julio de 1996)                        | 3:43     |  |
| 4.  | «The Stars of Track and Field» (Mark Radcliffe Session, julio de 1996)                        | 4:37     |  |
| 5.  | «I Could Be Dreaming» (Mark Radcliffe Session, diciembre de 1996)                             | 3:49     |  |
| 6.  | «Seymour Stein" (Evening Session; 07/97) – 4:51» (Evening Session, julio de 1997)             | :        |  |
| 7.  | «Lazy Jane» (Versión alternativa de "Lazy Line Painter Jane", Evening Session, julio de 1997) | 5:37     |  |
| 8.  | «Sleep the Clock Around» (Evening Session, julio de 1997)                                     | 4:46     |  |
| 9.  | «Slow Graffiti» (Evening Session, julio de 1997)                                              | 3:06     |  |
| 10. | «Wrong Love» (Evening Session, julio de 1997)                                                 | 3:29     |  |
| 11. | «Shoot the Sexual Athlete» (John Peel session, mayo de 2001)                                  | 3:11     |  |
| 12. | «The Magic of a Kind Word» (John Peel session, mayo de 2001)                                  | 2:27     |  |
| 13. | «Nothing in the Silence» (John Peel session, mayo de 2001)                                    | 3:49     |  |
| 14. | «(My Girl's Got) Miraculous Technique» (John Peel session, mayo de 2001)                      | 4:28     |  |

Disco 2 – Live in Belfast:

| N.º | Título                                    | Duración |  |
| 1.  | «Here Comes the Sun» (George Harrison)    | 4:52     |  |
| 2.  | «There's Too Much Love»                   | 3:44     |  |
| 3.  | «The Magic of a Kind Word»                | 2:24     |  |
| 4.  | «Me and the Major»                        | 5:19     |  |
| 5.  | «Wandering Alone»                         | 2:54     |  |
| 6.  | «The Model»                               | 4:02     |  |
| 7.  | «I'm Waiting for the Man» (Lou Reed)      | 5:12     |  |
| 8.  | «The Boy With the Arab Strap»             | 5:32     |  |
| 9.  | «The Wrong Girl»                          | 3:05     |  |
| 10. | «Dirty Dream #2»                          | 3:26     |  |
| 11. | «The Boys Are Back in Town» (Phil Lynott) | 5:43     |  |
| 12. | «Legal Man»                               | 4:01     |  |